# Nullsummenspiel
Nullsummenspiele beschreiben in der Spieltheorie Situationen, also Spiele im verallgemeinerten Sinne, bei denen die Summe der Gewinne und Verluste aller Spieler gleich null ist.

## Allgemeines
Nullsummenspiele sind spieltheoretisch äquivalent zu den Spielen mit konstanter Summe (Konstantsummenspielen). Bei diesen Spielen ist die gemeinsame Auszahlungssumme nicht gleich null, sondern gleich einer Konstanten, betrachtet man jedoch die Auszahlung als im Voraus an die Spieler verteilt, so spielen diese um eine Umverteilung mit Summe null. Beispiele für Nullsummenspiele sind alle Gesellschaftsspiele und Sportarten, bei denen gegeneinander um den Sieg gespielt wird, beispielsweise Poker oder Schach. Es ist dabei zu beachten, dass die betrachteten Gewinne und Verluste außerhalb des Spieles verstanden werden – in einer Schachpartie verlieren beide Spieler gegenüber dem Partiebeginn in der Regel an Spielmaterial, es geht aber nur um die Auszahlung des Spieles „nach außen“, hier zum Beispiel als „ein Punkt in einem Turnier“.
Nullsummenspiele gibt es nicht nur in der Spieltheorie, sondern auch im übertragenen Sinne in anderen Fachgebieten. Ein Nullsummenspiel im ökonomischen Sinne ist eine Konkurrenzsituation, bei welcher der wirtschaftliche Erfolg oder Gewinn eines Marktteilnehmers einem Misserfolg oder Verlust eines anderen in gleicher Höhe gegenübersteht. In der Politikwissenschaft sorgt die redistributive Politik dafür, dass durch Umverteilung einem Wirtschaftssubjekt etwas genommen wird, was einem anderen gegeben wird.
Der allgemeine Fall des Nicht-Nullsummenspiels wird oft als Coopetition bezeichnet. Man kann dabei noch unterscheiden, ob die Summe zu jedem Zeitpunkt null ist oder ob es bestimmte Zeiten während der Spielzüge gibt, in denen sie ungleich null oder unbestimmt ist. Ein besonderer Fall des Nicht-Nullsummenspiels ist das sogenannte Win-Win-Spiel, bei dem alle Beteiligten gleichzeitig gewinnen können, dieser Spielausgang aber dennoch nicht automatisch erreicht werden kann.

## Beispiele aus Spielen
- Alle Strategiespiele für zwei Spieler, bei denen es im Ergebnis nur auf Sieg, Unentschieden und Verlust ankommt, kann man als Nullsummenspiele auffassen, wenn man einen Sieg mit +1 Punkt, ein Unentschieden mit 0 Punkten und einen Verlust mit −1 Punkt wertet. Am Ende eines solchen Spiels ist die Summe stets null (A gewinnt und B verliert: +1 + −1; oder unentschieden: 0 + 0; oder A verliert und B gewinnt: −1 + +1).
- Einzelne Sportwettspiele, wie ein Fußballspiel, sind je nach Wertung zunächst im Allgemeinen keine Konstantsummenspiele (die Fußballwertung ermöglicht zum Beispiel 1 oder 3 Punkte als Auszahlung), der gesamte Wettkampf (zum Beispiel eine Fußballliga, aber auch der 100-m-Sprintwettbewerb bei einem Sportfestival) jedoch kann meist als Konstantsummenspiel (und damit mathematisch Nullsummenspiel) verstanden werden, da unter allen Teilnehmern die Plätze ausgespielt werden und die damit verbundenen Preise (materieller Art wie auch Qualifikationen etc.) konstant bleiben, unabhängig davon, wer konkret sie bekommt.
- Beim Doppelkopf ist jedes einzelne Spiel ein Nullsummenspiel, da der Spielwert in einem normalen Spiel zwei Spielern gutgeschrieben und zwei Spielern abgezogen wird. Bei einem Solo bekommt der Alleinspieler die dreifache Punktzahl und die anderen drei Spieler die einfache Punktzahl. Die Eigenschaft des Nullsummenspiels macht man sich beim Aufschreiben der Ergebnisse zu Nutze, denn in jeder Zeile muss die Summe der Punkte aller Spieler 0 sein.

## Spieltheorie
Spieltheoretisch lassen sich Nullsummenspiele mit vollständiger Information und zwei Gegnern am einfachsten erfassen. Für diese Spiele existiert bei Zufallsfreiheit immer eine berechenbare Gewinnstrategie, wenngleich sie bisweilen so komplex ist, dass sie noch nicht gefunden wurde, wie bei Schach oder Go.
Zuerst wurde die Situation des Nullsummenspiels in der Spieltheorie betrachtet und später auf analoge Beispiele übernommen.

## Nicht-Nullsummenspiele
Nicht-Nullsummenspiele sind solche Spiele, bei denen die Summe der Gewinne und die Summe der Verluste sich unterscheiden, wie Minussummenspiele oder Plussummenspiele, oder bei denen es keinen Gewinn oder Verlust gibt. Als Gewinn oder Verlust zählen dabei Punkte, Geld oder andere Messgrößen.
Dazu zählen:
- Roulette, wenn man die Bank nicht als Spieler betrachtet
- Lotterie, wenn man nur die Personen betrachtet, die Lose kaufen – nur ein Teil der Einnahmen wird als Gewinn ausgeschüttet
- Spiele, bei denen zum Beispiel durch Kooperation alle gewinnen, wie das Gefangenendilemma
- Spiele, bei denen durch bestimmte Formen der Konkurrenz alle verlieren, siehe auch Rationalitätenfalle, Braess-Paradoxon, Konkurrenzparadoxon, Race to the bottom

Die deutsche Fußball-Bundesliga wurde früher als Spiel mit konstanter Summe ausgetragen: Für einen Sieg gab es 2 Pluspunkte, für ein Unentschieden 1 Plus- und 1 Minuspunkt und für eine Niederlage 2 Minuspunkte. Die Punktsumme beider Mannschaften war hier nach dem Spiel immer 2 Pluspunkte und 2 Minuspunkte, also insgesamt 0. Seit der Saison 1995/96 wird ein Sieg mit 3 statt 2 Punkten belohnt, so dass die Punktsumme entweder 3 (bei Sieg oder Niederlage) oder 2 (bei Unentschieden) ist. Damit ist es kein Nullsummenspiel mehr.
Würde man nicht die Punkte, sondern ausschließlich die Tordifferenz betrachten (erzielte Tore zählen positiv, erhaltene negativ), so wäre Fußball ein Nullsummenspiel, denn der Tordifferenz N der Siegermannschaft steht die Tordifferenz von −N der Verlierer gegenüber. Ebenso kann man eine gesamte Fußballsaison als Konstantsummenspiel verstehen, da am Ende stets die verschiedenen Plätze mit ihren jeweiligen „Ausschüttungen“ (Aufstieg, Abstieg, Prämien, Teilnahmeberechtigungen zu anderen Wettbewerben) in jedem Fall vergeben werden.

## Konflikttheorie
In der Konflikttheorie spricht man von einem Nullsummenspiel, wenn Konfliktparteien so miteinander verstrickt sind, dass wenn einer gewinnt, der andere automatisch entsprechend verliert. Beziehungsweise wenn eine Partei (oder alle) glauben, dass sobald einer gewinnen würde, der andere entsprechend verlieren müsste. Dabei ist es unerheblich, ob es sich bei den Konfliktparteien um je eine einzelne Person, um Gruppen, Organisationen, Staaten oder ganze Kulturen oder Religionen handelt. Verbreitete Strategien sind Kampf, wo es Sieger und Verlierer gibt, und Kompromiss, wo alle ein bisschen gewinnen und ein bisschen verlieren.
Konfliktlösung setzt meistens voraus, dass die Beteiligten „aus dem Nullsummenspiel aussteigen“, also sich die Idee zu eigen machen, dass es Lösungen geben kann, bei denen alle Beteiligten einen Gewinn haben (auch Win-Win genannt). Es soll gemeinsam eine dauerhafte Lösung gefunden werden, die von allen Beteiligten getragen und akzeptiert wird. Dazu ist gegenseitige Achtung erforderlich und ein ernsthaftes Interesse an den Bedürfnissen, Ängsten und Beweggründen des jeweils Anderen.

## Übertragene Bedeutung
Umgangssprachlich – zum Beispiel in der Politik – wird unter „Nullsummenspiel“ häufig verstanden, dass „niemand etwas gewinnt und niemand etwas verliert“. Das entspricht aber nicht der eigentlichen, spieltheoretischen Bedeutung des Wortes, weil dem Gewinn der einen Partei der Verlust der anderen entsprechen muss.